# Tahiti Iti
Tahiti Iti (letteralmente, in italiano, Piccola Tahiti), anche nota come penisola di Taiarapu, è la porzione sud-orientale dell'isola di Tahiti in Polinesia francese, unita alla più grande Tahiti Nui dall'istmo di Taravao.